# Specjalistyczny Urząd Górniczy
Specjalistyczny Urząd Górniczy – centralna jednostka organizacyjna rządu istniejąca w latach 2011–2022, powołana do wykonywania zadań wymienionych w przepisach określających kompetencje dyrektora SUG oraz działając pod bezpośrednim kierownictwem tego dyrektora.

## Powołanie Urzędu
Na podstawie ustawy z 2011 r. – Prawo geologiczne i górnicze powołano dyrektora Specjalistycznego Urzędu Górniczego w miejsce zniesionego Urzędu Górniczego do Badań Kontrolnych Urządzeń Energo-Mechanicznych. Siedzibą Urzędu były Katowice.

## Zakres działania Urzędu
Specjalistyczny Urząd Górniczy jako organ administracji rządowej podlegał Prezesowi Wyższego Urzędu Górniczego.
 Dyrektor Specjalistycznego Urzędu Górniczego był organem nadzoru górniczego pierwszej instancji właściwym rzeczowo w sprawach podziemnych zakładów górniczych w odniesieniu do: 
- górniczych wyciągów szybowych;
- urządzeń transportowych, których środki transportu poruszają się po torze o nachyleniu powyżej 45°, w wyrobiskach górniczych;
- szybów i szybików wraz z wyposażeniem;
- centrali i dyspozytorni wraz z systemami łączności, bezpieczeństwa i alarmowania oraz magistralnymi sieciami telekomunikacyjnymi;
- stacji wentylatorów głównych;
- urządzeń, instalacji i sieci elektroenergetycznych wysokiego i średniego napięcia, zasilających powyżej wymienione obiekty, maszyny i urządzenia.

Dyrektor Specjalistycznego Urzędu Górniczego był organem administracji architektoniczno-budowlanej i nadzoru budowlanego pierwszej instancji właściwym w sprawach podziemnych zakładów górniczych w odniesieniu do:
- obiektów budowlanych maszyn wyciągowych;
- szybowych wież wyciągowych;
- budynków nadszybi;
- obiektów budowlanych urządzeń transportowych, których środki transportu poruszają się po torze o nachyleniu powyżej 45°, w wyrobiskach górniczych;
- wolnostojących budynków centrali, dyspozytorni, systemów łączności, bezpieczeństwa i alarmowania oraz magistralnych sieci telekomunikacyjnych;
- obiektów budowlanych stacji wentylatorów głównych;
- obiektów budowlanych przeznaczonych dla urządzeń, instalacji i sieci elektroenergetycznych wysokiego i średniego napięcia, zasilających:
- górnicze wyciągi szybowe,
- urządzenia transportowe, których środki transportu poruszają się po torze o nachyleniu powyżej 45°, w wyrobiskach górniczych,
- szyby i szybiki wraz z wyposażeniem,
- centrale i dyspozytornie wraz z systemami łączności, bezpieczeństwa i alarmowania oraz magistralnymi sieciami telekomunikacyjnymi,
- stacje wentylatorów głównych.

## Zniesienie Urzędu
Na podstawie ustawy z 2022 r. o zmianie ustawy – Prawo geologiczne i górnicze oraz niektórych innych ustaw zniesiono dyrektora Specjalistycznego Urzędu Górniczego.